# Demografía de Lituania

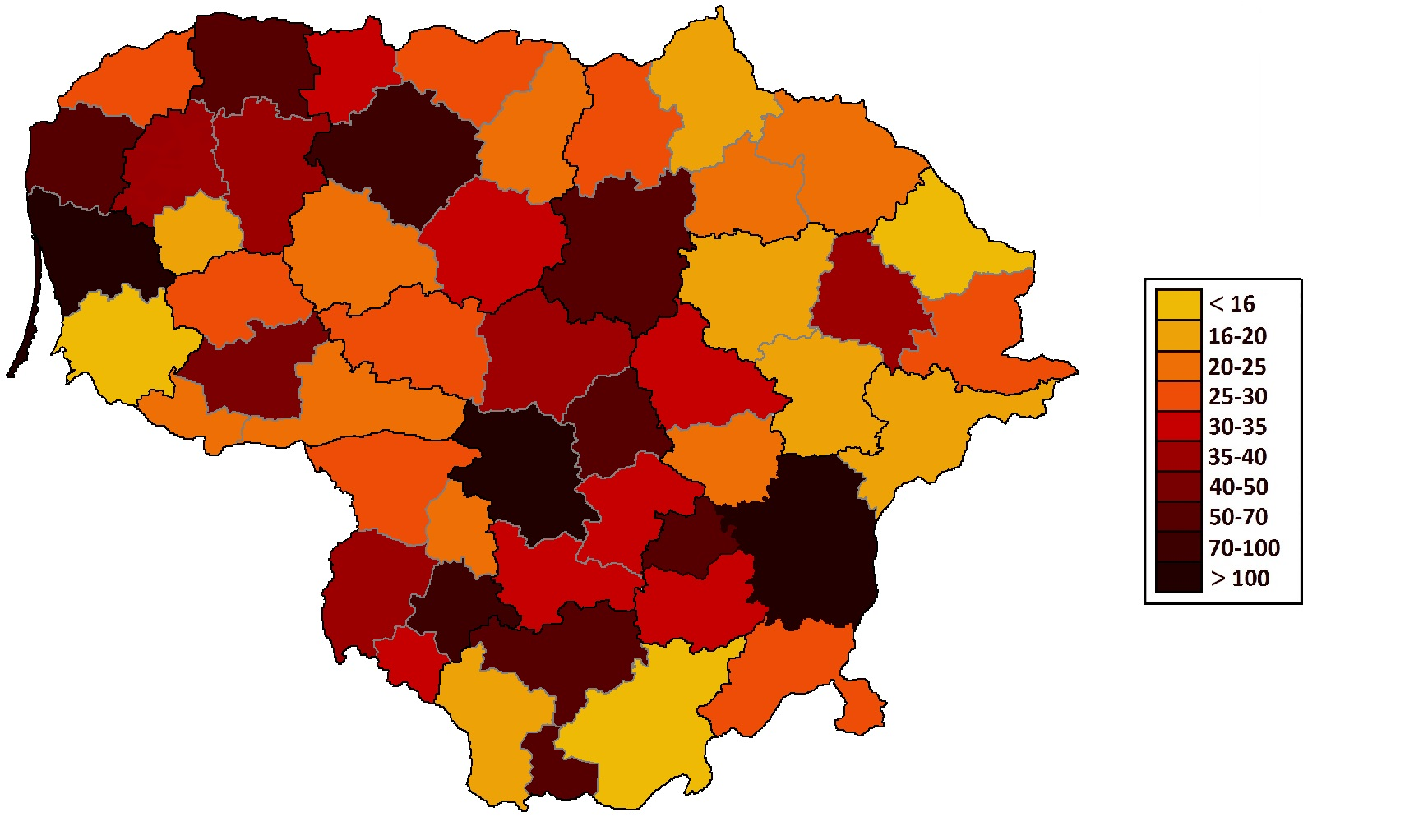
Distribución de la población en Lituania.

Las primeras evidencias de población en el actual territorio de Lituania provienen de hace unos 12.000 años. Sin embargo, se sabe que entre el 3.000 y 2.000 a. C., a la región llegó la cultura de cerámica cordada, que se extendió en una vasta región al este de Europa, abarcando las zonas entre el mar Báltico y el río Vístula y la línea entre Moscú y Kursk. La fusión entre estos nuevos pobladores y la población indígena dio lugar a una nueva rama de los pueblos indoeuropeos, los bálticos, que incluye a los actuales lituanos, letones y a los prusianos. El nombre Lietuva, Lituania, viene de la palabra lietava, que significa pequeño río, o lietus, que significa lluvia o tierra de lluvia.
Los lituanos no son ni eslavos ni germánicos, pero la unión con Polonia y las ocupaciones germánicas y rusas, han dejado influencias tanto culturales como religiosas. La lituana es una sociedad preocupada por la educación, que es obligatoria hasta los 16 años de edad. La religión predominante es la católica, aunque hay comunidades ortodoxas, protestantes, judías, islámicas y aún Karaitas (una antigua rama del judaísmo del cual existe una comunidad en la ciudad de Trakai).
A pesar de los cambios fronterizos, las deportaciones durante el periodo soviético, y la matanza de judíos y las repatriaciones de alemanes y polacos durante la Segunda Guerra Mundial, Lituania ha mantenido un porcentaje estable de ciudadanos de etnia lituana (de un 79,3% en 1959 a un 83,5% en 2002).

## Composición étnica
De entre los países bálticos, Lituania es el que tiene una población más homogénea. Según el censo elaborado en 2001, el 83,5% de la población se identifica a sí misma como lituana y hablan el Idioma lituano como lengua materna, que es la lengua oficial del país. Las minorías más importantes son los polacos (6,74%), rusos (6,31%) y bielorrusos (1,23%), quedando el 2,27% restante de otros grupos étnicos. El elevado número de lituanos étnicamente hablando puede ser debido a que en el principio de la década de 1990, el recién creado gobierno de Lituania decidió ayudar económicamente a los ciudadanos que vivieran en Lituania y que quisieran tener la nacionalidad lituana. Por este motivo, gran parte de la población fue asimilada.
Los polacos son la minoría más significativa, basándose en el sudeste de Lituania, en el condado de Vilna, que fue la zona controlada por Polonia en el período de entreguerras. La mayor concentración de polacos se encuentra en las municipalidades de Vilna, donde representan el 18,7% de la población, y en la de Šalčininkai, donde representan el 79,5%. Esta concentración tan elevada permite al partido propolaco, Lietuvos lenkų rinkimų akcija (Acción Electoral de los Polacos Lituanos), un partido cuya base electoral es una minoría étnica, tener gran influencia política. El partido logró entre 1 y 2 escaños en las elecciones de finales del siglo XX y principios del XXI, aunque sus resultados electorales son mejores en las elecciones locales, llegando a controlar varios ayuntamientos.
Los rusos son la segunda minoría en importancia, pero pese a ser prácticamente igual de numerosos que los polacos, están mucho más dispersos geográficamente, lo que no les permite tener un partido político influyente. Los rusos son mayoría en la ciudad de Visaginas, donde representan el 52% de la población, y cuentan con importantes comunidades en ciudades como Vilna y Klaipeda. Muchos de los rusos de Lituania son científicos que emigraron de Rusia para trabajar en la Central Nuclear de Ignalina. Lituania consiguió limitar la inmigración rusa durante el periodo de dominio soviético (1945-1990), y muchos habitantes de etnia rusa dejaron el país antes de la declaración de independencia en 1990. No obstante, a la población rusa que se quedó en el país se le concedió automáticamente la nacionalidad lituana y adquirió los mismos derechos que los lituanos étnicos, pudiendo tener así mismo acceso a enseñanza en ruso.
La composición étnica de Lituania ha ido variando a lo largo de la historia. El cambio más drástico fue el relacionado con los hebreos durante la Segunda Guerra Mundial. Antes del inicio de la guerra, alrededor del 7,5% de la población era hebrea, concentrándose en zonas urbanas donde desarrollaban su actividad en los negocios y oficios artesanales. Los hebreos lituanos fueron llamados Litvaks y poseían fuertes señas de identidad. La población de Vilna tenía alrededor de un 30% de hebreos, por lo que era llamada en ocasiones la Jerusalén del Norte. Tras la independencia de la Unión Soviética, hay unos 4.000 hebreos viviendo en Lituania.

## Ciudadanía
Tras la adhesión de Lituania a la Unión Europea, la nacionalidad lituana ha pasado a ser muy demandada, ya que es una de las más fáciles de obtener si se compara con el resto de países de la unión. Para lograr la nacionalidad tan sólo es necesario tener un bisabuelo lituano. Las personas que conservaron la ciudadanía de la República de Lituania antes del 15 de junio de 1940, y sus hijos, nietos y bisnietos, pueden solicitar la ciudadanía . Sin embargo, pedir la ciudadanía puede resultar caro, laborioso y largo.
Los ciudadanos lituanos pueden viajar por la Unión Europea sin visado. Desde mayo de 2011 los ciudadanos lituanos tienen derecho de libre circulación para establecer negocios y trabajar para cualquier empresa en toda la Unión Europea.

## Estadísticas vitales

### Antes de la Segunda Guerra Mundial
| Año   | Población media | Nacimientos | Fallecimientos | Crecimiento vegetativo | Tasa de natalidad (per 1000) | Tasa de mortalidad (per 1000) | Crecimiento vegetativo (per 1000) | Tasa total de fertilidad |
| ----- | --------------- | ----------- | -------------- | ---------------------- | ---------------------------- | ----------------------------- | --------------------------------- | ------------------------ |
| 1915  | 2,137,000       | 38,722      | 43,596         | -4,874                 | 18.1                         | 20.4                          | -2.3                              |                          |
| 1916  | 2,137,000       | 35,565      | 31,512         | 4,053                  | 16.6                         | 14.7                          | 1.9                               |                          |
| 1917  | 2,134,000       | 32,266      | 43,047         | -10,781                | 15.1                         | 20.2                          | -5.1                              |                          |
| 1918  | 2,121,000       | 33,176      | 47,522         | -14,346                | 15.6                         | 22.4                          | -6.8                              |                          |
| 1919  | 2,108,000       | 41,095      | 51,930         | -10,835                | 19.5                         | 24.6                          | -5.1                              |                          |
| 1920  | 2,104,000       | 47,642      | 44,487         | 3,155                  | 22.6                         | 21.1                          | 1.5                               |                          |
| 1921  | 2,116,000       | 51,864      | 31,915         | 19,949                 | 24.5                         | 15.1                          | 9.4                               |                          |
| 1922  | 2,136,000       | 58,064      | 37,598         | 20,466                 | 27.2                         | 17.6                          | 9.6                               |                          |
| 1923  | 2,161,000       | 60,869      | 32,432         | 28,437                 | 28.2                         | 15.0                          | 13.2                              |                          |
| 1924  | 2,189,000       | 63,864      | 35,493         | 28,371                 | 29.2                         | 16.2                          | 13.0                              |                          |
| 1925  | 2,217,000       | 63,743      | 37,179         | 26,564                 | 28.8                         | 16.8                          | 12.0                              |                          |
| 1926  | 2,245,000       | 63,655      | 34,380         | 29,275                 | 28.4                         | 15.3                          | 13.0                              |                          |
| 1927  | 2,273,000       | 66,114      | 38,897         | 27,217                 | 29.1                         | 17.1                          | 12.0                              |                          |
| 1928  | 2,301,000       | 65,945      | 35,698         | 27,116                 | 28.7                         | 15.5                          | 11.8                              |                          |
| 1929  | 2,328,000       | 63,083      | 39,669         | 23,414                 | 27.1                         | 17.0                          | 10.1                              |                          |
| 1930  | 2,354,000       | 64,164      | 37,151         | 27,013                 | 27.3                         | 15.8                          | 11.5                              |                          |
| 1931  | 2,380,000       | 63,419      | 37,478         | 25,941                 | 26.6                         | 15.7                          | 10.9                              |                          |
| 1932  | 2,407,000       | 65,371      | 36,577         | 28,794                 | 27.2                         | 15.2                          | 12.0                              |                          |
| 1933  | 2,436,000       | 62,145      | 32,749         | 29,396                 | 25.5                         | 13.4                          | 12.1                              |                          |
| 1934  | 2,464,000       | 60,770      | 35,789         | 24,981                 | 24.7                         | 14.5                          | 10.1                              |                          |
| 1935  | 2,488,000       | 57,970      | 34,595         | 23,375                 | 23.3                         | 13.9                          | 9.4                               |                          |
| 1936  | 2,513,000       | 60,446      | 33,440         | 25,939                 | 24.1                         | 13.3                          | 10.3                              |                          |
| 1937  | 2,538,000       | 56,393      | 33,260         | 22,433                 | 22.2                         | 13.1                          | 8.8                               |                          |
| 1938  | 2,563,000       | 57,951      | 32,256         | 24,562                 | 22.6                         | 12.6                          | 9.6                               |                          |
| 19391 | 2,432,000       | 54,184      | 32,983         | 21,201                 | 22.3                         | 13.6                          | 8.7                               |                          |

1 the figures of 1939 exclude the Klaipėda Region

### Después de la Segunda Guerra Mundial
| Año   | Población media | Nacimientos | Fallecimientos | Crecimiento vegetativo | Tasa de natalidad (per 1000) | Tasa de mortalidad (per 1000) | Crecimiento vegetativo (per 1000) | Tasa total de fertilidad |
| ----- | --------------- | ----------- | -------------- | ---------------------- | ---------------------------- | ----------------------------- | --------------------------------- | ------------------------ |
| 1945  | 2,520,000       | 60,392      | 35,201         | 25,191                 | 24.0                         | 14.0                          | 10.0                              |                          |
| 1946  | 2,530,000       | 58,399      | 37,688         | 20,711                 | 23.1                         | 14.9                          | 8.2                               |                          |
| 1947  | 2,540,000       | 59,680      | 39,716         | 19,964                 | 23.5                         | 15.6                          | 7.9                               |                          |
| 1948  | 2,550,000       | 58,780      | 35,137         | 23,643                 | 23.1                         | 13.8                          | 9.3                               |                          |
| 1949  | 2,560,000       | 63,034      | 32,049         | 30,985                 | 24.6                         | 12.5                          | 12.1                              |                          |
| 1950  | 2,567,000       | 60,719      | 30,870         | 29,849                 | 23.7                         | 12.0                          | 11.6                              |                          |
| 1951  | 2,569,000       | 58,504      | 29,693         | 28,811                 | 22.8                         | 11.6                          | 11.2                              |                          |
| 1952  | 2,576,000       | 56,944      | 28,166         | 28,778                 | 22.1                         | 10.9                          | 11.2                              |                          |
| 1953  | 2,590,000       | 52,610      | 27,118         | 25,492                 | 20.3                         | 10.5                          | 9.8                               |                          |
| 1954  | 2,607,000       | 54,229      | 25,559         | 28,670                 | 20.8                         | 9.8                           | 11.0                              |                          |
| 1955  | 2,629,000       | 55,525      | 24,138         | 31,387                 | 21.1                         | 9.2                           | 11.9                              |                          |
| 1956  | 2,653,000       | 53,741      | 21,869         | 31,872                 | 20.3                         | 8.2                           | 12.0                              |                          |
| 1957  | 2,681,000       | 56,223      | 23,361         | 32,862                 | 21.0                         | 8.7                           | 12.3                              |                          |
| 1958  | 2,711,000       | 61,190      | 22,103         | 39,087                 | 22.6                         | 8.2                           | 14.4                              | 2.63                     |
| 1959  | 2,744,000       | 62,241      | 24,688         | 37,553                 | 22.7                         | 9.0                           | 13.7                              | 2.63                     |
| 1960  | 2,782,000       | 62,485      | 21,611         | 40,874                 | 22.5                         | 7.8                           | 14.7                              | 2.59                     |
| 1961  | 2,828,000       | 62,775      | 23,365         | 39,410                 | 22.2                         | 8.3                           | 13.9                              | 2.57                     |
| 1962  | 2,865,000       | 59,728      | 24,925         | 34,803                 | 20.8                         | 8.7                           | 12.1                              | 2.64                     |
| 1963  | 2,893,000       | 57,024      | 23,112         | 33,912                 | 19.7                         | 8.0                           | 11.7                              | 2.45                     |
| 1964  | 2,928,000       | 55,856      | 21,830         | 34,026                 | 19.1                         | 7.5                           | 11.6                              | 2.31                     |
| 1965  | 2,967,000       | 53,818      | 23,467         | 30,351                 | 18.1                         | 7.9                           | 10.2                              | 2.21                     |
| 1966  | 3,006,000       | 54,275      | 23,799         | 30,476                 | 18.1                         | 7.9                           | 10.1                              | 2.34                     |
| 1967  | 3,045,000       | 53,806      | 24,571         | 29,235                 | 17.7                         | 8.1                           | 9.6                               | 2.27                     |
| 1968  | 3,083,000       | 54,258      | 25,725         | 28,533                 | 17.6                         | 8.3                           | 9.3                               | 2.25                     |
| 1969  | 3,115,000       | 54,263      | 27,156         | 27,107                 | 17.4                         | 8.7                           | 8.7                               | 2.29                     |
| 1970  | 3,144,000       | 55,519      | 28,048         | 27,471                 | 17.7                         | 8.9                           | 8.7                               | 2.40                     |
| 1971  | 3,179,000       | 56,044      | 26,972         | 29,072                 | 17.6                         | 8.5                           | 9.1                               | 2.41                     |
| 1972  | 3,214,000       | 54,616      | 29,252         | 25,364                 | 17.0                         | 9.1                           | 7.9                               | 2.35                     |
| 1973  | 3,244,000       | 51,944      | 29,160         | 22,784                 | 16.0                         | 9.0                           | 7.0                               | 2.22                     |
| 1974  | 3,274,000       | 51,941      | 29,612         | 22,329                 | 15.9                         | 9.0                           | 6.8                               | 2.21                     |
| 1975  | 3,302,000       | 51,766      | 31,265         | 20,501                 | 15.7                         | 9.5                           | 6.2                               | 2.18                     |
| 1976  | 3,329,000       | 52,296      | 31,972         | 20,324                 | 15.7                         | 9.6                           | 6.1                               | 2.18                     |
| 1977  | 3,355,000       | 52,166      | 32,932         | 19,234                 | 15.5                         | 9.8                           | 5.7                               | 2.14                     |
| 1978  | 3,379,000       | 51,821      | 34,008         | 17,813                 | 15.3                         | 10.1                          | 5.3                               | 2.09                     |
| 1979  | 3,398,000       | 51,937      | 34,897         | 17,040                 | 15.3                         | 10.3                          | 5.0                               | 2.05                     |
| 1980  | 3,413,000       | 51,765      | 35,871         | 15,894                 | 15.2                         | 10.5                          | 4.7                               | 1.99                     |
| 1981  | 3,433,000       | 52,249      | 35,579         | 16,670                 | 15.2                         | 10.4                          | 4.9                               | 1.98                     |
| 1982  | 3,457,000       | 53,141      | 35,040         | 18,101                 | 15.4                         | 10.1                          | 5.2                               | 1.97                     |
| 1983  | 3,485,000       | 57,589      | 36,451         | 21,138                 | 16.5                         | 10.5                          | 6.1                               | 2.10                     |
| 1984  | 3,514,000       | 57,576      | 38,666         | 18,910                 | 16.4                         | 11.0                          | 5.4                               | 2.07                     |
| 1985  | 3,545,000       | 58,454      | 39,169         | 19,285                 | 16.5                         | 11.0                          | 5.4                               | 2.09                     |
| 1986  | 3,579,000       | 59,705      | 35,788         | 23,917                 | 16.7                         | 10.0                          | 6.7                               | 2.12                     |
| 1987  | 3,616,000       | 59,360      | 36,917         | 22,443                 | 16.4                         | 10.2                          | 6.2                               | 2.11                     |
| 1988  | 3,655,000       | 56,727      | 37,649         | 19,078                 | 15.5                         | 10.3                          | 5.2                               | 2.02                     |
| 1989  | 3,684,000       | 55,782      | 38,150         | 17,632                 | 15.1                         | 10.3                          | 4.8                               | 1.98                     |
| 1990  | 3,698,000       | 56,868      | 39,760         | 17,108                 | 15.3                         | 10.7                          | 4.6                               | 2.02                     |
| 1991  | 3,704,000       | 56,219      | 41,013         | 15,206                 | 15.2                         | 11.1                          | 4.1                               | 2.00                     |
| 1992  | 3,700,000       | 53,617      | 41,455         | 12,162                 | 14.5                         | 11.2                          | 3.3                               | 1.94                     |
| 1993  | 3,683,000       | 47,464      | 46,107         | 1,357                  | 12.9                         | 12.5                          | 0.4                               | 1.74                     |
| 1994  | 3,657,000       | 42,376      | 46,486         | -4,110                 | 11.6                         | 12.7                          | -1.1                              | 1.57                     |
| 1995  | 3,629,000       | 41,195      | 45,306         | -4,111                 | 11.4                         | 12.5                          | -1.1                              | 1.55                     |
| 1996  | 3,602,000       | 39,066      | 42,896         | -3,830                 | 10.8                         | 11.9                          | -1.1                              | 1.49                     |
| 1997  | 3,575,000       | 37,812      | 41,143         | -3,331                 | 10.5                         | 11.5                          | -0.9                              | 1.47                     |
| 1998  | 3,549,000       | 37,019      | 40,757         | -3,738                 | 10.4                         | 11.4                          | -1.0                              | 1.46                     |
| 1999  | 3,524,000       | 36,415      | 40,003         | -3,588                 | 10.3                         | 11.3                          | -1.0                              | 1.46                     |
| 2000  | 3,500,000       | 34,149      | 38,919         | -4,770                 | 9.7                          | 11.1                          | -1.4                              | 1.39                     |
| 2001  | 3,471,000       | 31,185      | 40,399         | -9,214                 | 8.9                          | 11.6                          | -2.6                              | 1.29                     |
| 2002  | 3,443,000       | 29,541      | 41,072         | -11,531                | 8.6                          | 11.9                          | -3.3                              | 1.23                     |
| 2003  | 3,415,000       | 29,977      | 40,990         | -11,013                | 8.7                          | 11.9                          | -3.2                              | 1.26                     |
| 2004  | 3,377,000       | 29,769      | 41,340         | -11,571                | 8.8                          | 12.2                          | -3.4                              | 1.27                     |
| 2005  | 3,323,000       | 29,510      | 43,799         | -14,289                | 8.8                          | 13.1                          | -4.3                              | 1.29                     |
| 2006  | 3,270,000       | 29,606      | 44,813         | -15,207                | 9.0                          | 13.6                          | -4.6                              | 1.33                     |
| 2007  | 3,231,000       | 30,020      | 45,624         | -15,604                | 9.2                          | 14.0                          | -4.8                              | 1.36                     |
| 2008  | 3,198,000       | 31,536      | 43,832         | -12,296                | 9.8                          | 13.6                          | -3.8                              | 1.45                     |
| 2009  | 3,163,000       | 32,165      | 42,032         | -9,867                 | 10.1                         | 13.2                          | -3.1                              | 1.50                     |
| 2010  | 3,097,000       | 30,676      | 42,120         | -11,444                | 9.8                          | 13.4                          | -3.6                              | 1.50                     |
| 2011  | 3,028,000       | 30,268      | 41,037         | -10,769                | 9.9                          | 13.4                          | -3.5                              | 1.55                     |
| 2012  | 2,988,000       | 30,459      | 40,938         | -10,479                | 10.1                         | 13.6                          | -3.5                              | 1.60                     |
| 2013  | 2,944,000       | 29,885      | 41,511         | -11,626                | 10.1                         | 14.0                          | -3.9                              | 1.59                     |
| 2014  | 2,907,000       | 30,369      | 40,252         | -9,883                 | 10.3                         | 13.7                          | -3.4                              | 1.63                     |
| 2015  | 2,878,000       | 31,475      | 41,776         | -10,301                | 10.8                         | 14.3                          | -3.5                              | 1.70                     |
| 2016  | 2,848,000       | 30,623      | 41,106         | -10,483                | 10.6                         | 14.2                          | -3.6                              | 1.69                     |
| 2017  | 2,809,000       | 28,696      | 40,142         | -11,446                | 10.1                         | 14.1                          | -4.0                              | 1.63                     |
| 2018  | 2,794,000       | 28,149      | 39,574         | -11,425                | 10.0                         | 14.1                          | -4.1                              | 1.63                     |
| 2019  | 2,794,000       | 27,393      | 38,281         | -10,888                | 9.8                          | 13.7                          | -3.9                              | 1.61                     |
| 2020p | 2,795,000       | 24,521      | 43,555         | -19,034                | 8.8                          | 15.6                          | -6.8                              |                          |

### Lenguas
Lenguas: Lituana.
La lengua lituana, que emplea el alfabeto latino, es oficial en el país desde 1989. La Unión Soviética impuso el ruso como lengua oficial, por lo que la mayoría de los lituanos hablan el ruso como segunda lengua, mientras que los lituanos de origen eslavo hablan generalmente el polaco o el ruso como primera lengua. Las generaciones más jóvenes también suelen tener conocimientos de inglés como segunda lengua.
En Lituania existe la posibilidad de seguir una educación en los idiomas minoritarios no oficiales. Así en 2003 fueron escolarizados 30.600 alumnos en ruso (en 1991 fueron 76.000), 20.500 en polaco y 160 en bielorruso.

### Religión
Según el censo del 2011:
- Catolicismo – 77.2 % (2 350 478)
- Cristianismo ortodoxo – 4.1 % (125 189)
- Otros ortodoxos – 0.8 % (23 330)
- Luteranismo – 0.6 % (18 376)
- Calvinismo – 0.2 % (6731)
- Musulmanes suníes - 0.1% (2,727)
- Judíos – 0.04% (1,229)
- Católicos griegos (Uniates) – 0.02% (706)
- Judaísmo Karaites – 0.01% (310)
- Otras religiones – 0.7% (19,926)
- Sin religiones – 6.1% (186,670)
- No especificada – 10.1% (307,757)[3]

### Alfabetización
Grado de alfabetización:
Definición: habitantes de 15 años o más que sabe leer y escribir:
- Total: 99,8%
- Hombres: 99,8%
- Mujeres: 99,8% (est. 2003)
Lituania es uno de los países más alfabetizados del mundo. De entre los habitantes mayores de 15 años, el 99.8% saben leer y escribir según el censo de 2003, mientras que en 1989 era del 98%. La educación primaria y secundaria es gratuita para todos los residentes. Los estudios obligatorios duran 10 años. La educación terciaria es muy accesible económicamente, dependiendo de cada caso, el estudiante puede recibir un pequeño salario o hacer un pago de 500 litas al semestre. Hay también pequeñas ayudas para estudiantes con dificultades económicas. En 2003 entraron a las 21 universidades lituanas un total de 43.900 estudiantes, de los cuales, 11.100 accedieron a títulos de máster. Cerca del 70% de los graduados en secundaria continúa sus estudios en la universidad o escuelas profesionales.

## Inmigración
| Ranking | Nacionalidad   | Población (2019) |
| ------- | -------------- | ---------------- |
| 1       | Ucrania        | 16,927           |
| 2       | Rusia          | 12,529           |
| 3       | Bielorrusia    | 12,204           |
| 4       | Letonia        | 1,100            |
| 5       | India          | 826              |
| 6       | Alemania       | 768              |
| 7       | Polonia        | 736              |
| 8       | Estados Unidos | 507              |
| 9       | Moldavia       | 490              |
| 10      | Siria          | 472              |
| 11      | China          | 470              |
| 12      | Italia         | 445              |
| 13      | Israel         | 445              |
| 14      | Turquía        | 416              |
| 15      | Kazajistán     | 399              |
| 16      | Azerbaiyán     | 382              |
| 17      | Georgia        | 369              |
| 18      | Reino Unido    | 369              |
| 19      | Armenia        | 346              |
| 20      | Rumania        | 305              |